# Casă de locuit (Chiperceni)
Casă de locuit este o clădire amplasată în Chiperceni, raionul Orhei, Republica Moldova. Este un monument de arhitectură populară de importanță națională inclus în Registrul monumentelor Republicii Moldova ocrotite de stat cu nr. 1081 (raionul Orhei). Datează de la sf. sec. XIX.